# 時さえ忘れて
「時さえ忘れて」、「アイ・ディドゥント・ノウ・ホワット・タイム・イット・ウォズ」（英語: I Didn't Know What Time It Was）は、ロジャース&ハート（リチャード・ロジャース作曲、ロレンツ・ハート作詞）のポピュラーソング、ジャズ・スタンダード。
1939年初演のミュージカル『トゥー・メニー・ガールズ』の挿入歌として作られた楽曲である。ミュージカルではマーシー・ウェストコット（Marcy Westcott）とディック・コルマーが歌った。このミュージカルは、翌1940年には同名映画も制作・公開されており、映画ではルシル・ボールの吹き替えを行ったトルーディ・アーウィンが歌唱している。
1957年公開の映画『夜の豹』でフランク・シナトラが本曲を歌ったことで、スタンダード・ナンバーとしての地位を確立した。
多くの著名ボーカリストやジャズ・ミュージシャンが本曲を取り上げている。

## 解説
曲名（英語）は、1939年当時、「時刻を問われて、すぐに答えられない人はファッショナブルではない」という風潮があったことを暗に読み込んだもの。
また、ロレンツ・ハートはアルコール中毒であり、酩酊で前後不覚となることへの弁解を歌詞に込めたとする推測もある。
歌詞の内容は、「混乱していたときにあなたに出会い、今ではすべてがよく判る」といった内容。

## 代表的なカバー
- ヘレン・フォレスト（英語版）『You Grow Sweeter As the Years Go By』（1939年） - 幼さの残る声質とアーティ・ショウのクラリネットがマッチする[2]。
- ペギー・リー『ブラック・コーヒー（英語版）』（1953年） - ヴァース（前ふり）はスローに、コーラスに入るとアップテンポに[1]。
- ソニー・クラーク『ソニー・クラーク・トリオ（英語版）』（1957年） - テーマのメロディは丁寧に、アドリブ部分のその延長線上に無理なくまとめている[1]。
- アート・ブレイキー&ジャズ・メッセンジャーズ（英語版）『ウゲツ（英語版）』（1963年） - アルバム唯一のスタンダードであり、3管を活かした編曲[1]。
- ジミー・スコット『Falling in Love Is Wonderful』（1963年） - タンジェリン・レコードからリリースされ、サヴォイ・レコードからのクレームで発売直後には市場から消えた幻の音源。タンジェリン設立者のレイ・チャールズ自身もピアノで参加しており、コレクターズアイテムともなっている[2]。
- チャーリー・パーカー『チャーリー・パーカー・ウィズ・ストリングス（英語版）』（1995年） - インストゥルメンタルで伸びやかなアルトを響かせる[1]。
- 伊藤君子『KIMIKO』（2000年） - 小曽根真のピアノにフュージョン的なリズムと弦楽が、原曲よりも魅力的なナンバーに仕上げている[2]。
- 仲宗根かほる『フレグランス』（2000年） - 仲宗根のメジャーデビューアルバム。ギル・ゴールドスタインのピアノ、デイヴ・サミュエルズのヴィブラフォンによるスマートなサウンドの上に仲宗根の歌唱がたゆたう[2]。